# Шиянов, Георгий Михайлович
Георгий Михайлович Шиянов (7 декабря 1910 — 13 декабря 1995) — советский лётчик-испытатель, Герой Советского Союза (1 мая 1957 года).

## Биография
Георгий Михайлович Шиянов родился в Москве 7 декабря 1910 года в семье полковника царской армии Михаила Степановича Шиянова и педагога Елизаветы Александровны Фёдоровой. Отец был комендантом военных лагерей на Ходынском поле, поэтому Шияновы жили неподалёку оттуда — в селе Всехсвятском.
В 1928 году окончил Московский радиотехникум, где получил специальность радиомонтажника. Затем около года работал грузчиком и слесарем. С 1930 по 1932 годы работал на заводе «Красный пролетарий», где занимался ремонтом станков.
С 1932 года работал в ЦАГИ старшим техником по испытаниям. В 1934—1935 годах служил в армии в воздушно-десантной части. В 1935 году окончил лётную школу при ЦАГИ. В 1936 году экстерном окончил Качинскую военную лётную школу и стал лётчиком-испытателем ЦАГИ.
Георгий Михайлович Шиянов увлекался альпинизмом. В 1933 году вместе с альпинистом Евгением Абалаковым участвовал в первом восхождении на Пик Сталина на Памире.
В 1935—1941 годах участвовал в испытаниях многих типов самолётов. Проводил испытания экспериментальных самолётов СК-1, ИС-1 и СК-2.
В июле — августе 1941 года в составе 2-й отдельной истребительной авиационной эскадрильи Москвы совершил 10 ночных боевых вылетов на самолёте МиГ-3.
В 1941 — 1967 годах работал лётчиком-испытателем в Лётно-исследовательском институте в Жуковском. Испытывал первый советский реактивный самолёт МиГ-9. В 13 апреля 1957 году впервые в СССР совершил безаэродромный старт с катапульты на опытном самолёте МиГ-19 (СМ-30). 1 мая 1957 года удостоен звезды Героя Советского Союза.
Георгий Михайлович Шиянов участвовал в испытаниях самолётов БОК-11, БОК-15, ДИС, Ер-2, Ил-18, Ла-7Р, МиГ-17, МиГ-19, Пе-2, Ту-4, Як-6, Як-9, Як-20, Як-11У, Як-18У. Летчик-испытатель М. Л. Галлай писал о нём:
Немало необычных летательных аппаратов довелось мне повидать за долгие годы жизни на испытательном аэродроме. Из нашей «доморощенной», воспитанной в ЦАГИ, компании больше всего таких аппаратов пришлось, пожалуй, на долю Г. М. Шиянова…
В 1967—1986 годах Шиянов работал в Лётно-исследовательском институте ведущим инженером.
Умер в Москве 13 декабря 1995 года. Похоронен на Кунцевском кладбище.

## Награды
- Герой Советского Союза (медаль № 11151) — за мужество и героизм, проявленные при испытании новой авиационной техники.
- Два ордена Ленина
- Два ордена Красного Знамени
- Три ордена Отечественной войны I степени
- Заслуженный лётчик-испытатель СССР